# Ornithogalum refractum
Ornithogalum refractum là một loài thực vật có hoa trong họ Măng tây. Loài này được Kit. ex Schltdl. mô tả khoa học đầu tiên năm 1814.